# Adam Gottlob Müller
Adam Gottlob Müller (6. august 1769 i København – 1. februar 1833 sammesteds) var en dansk højesteretsassessor, bror til Peter Erasmus Müller.
Han var en søn af konferensråd Frederik Adam Müller, blev privat dimitteret til Universitetet 1785, ansattes samme år som volontær i Danske Kancelli, studerede i de følgende år under Jacob Edvard Colbiørnsens vejledning, tog 1787 juridisk embedseksamen, foretog 1788-90 en studierejse i udlandet, blev sidstnævnte år forinden sin hjemkomst surnumerær assessor i Den kongelige Landsoverret samt Hof- og Stadsret, udnævntes 1796 til assessor i Københavns Politiret, fik 1799 samtidig med Colbiørnsens udnævnelse til justitiarius i Højesteret tilladelse til at aflægge prøve som assessor i Højesteret og beskikkedes det følgende år til assessor i den nævnte ret, en stilling, som han med al ære beklædte til sin død, 1. februar 1833 i København. 1788 blev han titulær kancellisekretær, 1810 etatsråd, 1821 konferensråd og 1828 Kommandør af Dannebrogordenen.
Han ægtede 10. maj 1800 Karen Elisabeth Steenbeck (5. juli 1778 i København – 24. april 1857), en datter af koffardikaptajn Jørgen Samuelsen Steenbeck og Cathrine Haagensdatter.